# كأس نيوزيلندا 1997
كأس نيوزيلندا 1997 (بالإنجليزية: 1997 Chatham Cup)‏ هو موسم من كأس نيوزيلندا. فاز فيه سنترال يونايتد.